# Isobel Cooper
Isobel Cooper (Much Wenlock, 24 januari 1975), professioneel bekend als Izzy, is een Engelse pop- en operazangeres.

## Carrière
Cooper werd geboren in Much Wenlock, Shropshire en volgde haar opleiding aan de Guildhall School of Music and Drama in Londen. Haar debuutalbum Libera Me verscheen in 1999. Andere album-uitgaven zijn onder andere Ascolta (2000) en New Dawn (2002). Een verzamelalbum getiteld Izzy (2003), met een duet van "The Prayer" met de Amerikaanse tenor Daniel Rodriguez, werd in de Verenigde Staten uitgebracht.
Het album bevatte ook een multimedianummer van "My Love Is Like a Red Red Rose". Twee van haar albums bereikten de nummer 1-positie in de Britse Classic FM-hitlijst voor klassieke muziek. In 2000 werd ze genomineerd voor een Classic Brit Award als "Vrouwelijke Artiest van het Jaar".
Het nummer "Wish" werd in 2002 door Cooper gezongen voor het computerspel Rygar: The Legendary Adventure. De soundtrack van het computerspel bevat het nummer, maar het werd datzelfde jaar alleen in Japan uitgebracht.
In 2004 was ze te horen op "Now We Are Free", een dance-remix op cd en vinyl van de themasong van de film Gladiator van Lisa Gerrard. De cd was een nummer 1-hit in de Britse dance-hitlijst en bereikte ook nummer 19 in de UK Singles Chart.
Haar tweede dance-nummer, "Eternity", van Matt Darey, werd in november 2005 uitgebracht op 12" vinyl.

## Discografie

### Albums
- Libera Me (1999)
- Ascolta (2000)
- New Dawn (2002)
- Izzy (2003)
- The Best of Izzy (verzamelalbum, 2004)
- Izzy Sings Musicals (2007)
- Cancion (met Robin Hill, 2010)